# 코봇 지구를 지켜라
《코봇 지구를 지켜라》는 2016년에 방송되었던 어린이 텔레비전 장편 애니메이션이다. 레드로버가 제작했으며, 코딩과 디지털 세계를 소재로 하고 있다.

## 파생 매체
대원키즈에서 필름북을 출간했다.
- 1권 ISBN 9791133466498
- 2권 ISBN 9791133477081

## 등장인물
- 알버트[2]
- 레오